# FIA Sportscar Championship 2002
Navigation
Édition précédente Édition suivante
La saison 2002 du FIA Sportscar Championship est la sixième édition de cette compétition, en tenant compte qu'elle descend de l'International Sports Racing Series et de la Sports Racing World Cup. Elle se déroule du 7 avril au 22 septembre 2002. Elle comprend six manches de 2 Heures 30 minutes.

## Calendrier
| N° | Course                                | Circuit                       | Date         |
| -- | ------------------------------------- | ----------------------------- | ------------ |
| 1  | 2 Heures et 30 Minutes de Barcelona   | Circuit de Catalunya          | 7 avril      |
| 2  | 2 Heures et 30 Minutes d'Estoril      | Autódromo do Estoril          | 14 avril     |
| 3  | 2 Heures et 30 Minutes de Brno        | Autodrom Brno Masaryk         | 18 mai       |
| 4  | 2 Heures et 30 Minutes de Magny-Cours | Circuit de Nevers Magny-Cours | 30 juin      |
| 5  | 2 Heures et 30 Minutes de Dijon       | Dijon-Prenois                 | 18 août      |
| 6  | 2 Heures et 30 Minutes de Spa         | Circuit de Spa-Francorchamps  | 22 septembre |

## Résultats
Les vainqueurs du classement général de chaque manche sont inscrits en caractères gras.
| N° | Course      | Équipe victorieuse SR1                      | Équipe victorieuse SR2                |
| N° | Course      | Pilotes victorieux SR1                      | Pilotes victorieux SR2                |
| -- | ----------- | ------------------------------------------- | ------------------------------------- |
| 1  | Barcelona   | #16 Pescarolo Sport                         | #52 Lucchini Engineering              |
| 1  | Barcelona   | Jean-Christophe Boullion Sébastien Bourdais | Mirko Savoldi Piergiuseppe Peroni     |
| 2  | Estoril     | #14 Team Oreca                              | #52 Lucchini Engineering              |
| 2  | Estoril     | Nicolas Minassian Olivier Beretta           | Mirko Savoldi Piergiuseppe Peroni     |
| 3  | Brno        | #8 Racing for Holland                       | #50 Lucchini Engineering              |
| 3  | Brno        | Jan Lammers Val Hillebrand                  | Fabio Mancini Gianni Collini          |
| 4  | Magny-Cours | #8 Racing for Holland                       | #77 GP Racing                         |
| 4  | Magny-Cours | Jan Lammers Val Hillebrand                  | Ernesto Saccomanno Massimo Saccomanno |
| 5  | Dijon       | #8 Racing for Holland                       | #52 Lucchini Engineering              |
| 5  | Dijon       | Jan Lammers Val Hillebrand                  | Mirko Savoldi Piergiuseppe Peroni     |
| 6  | Spa         | #16 Pescarolo Sport                         | #50 Lucchini Engineering              |
| 6  | Spa         | Jean-Christophe Boullion Sébastien Bourdais | Fabio Mancini Gianni Collini          |

## Classement saison 2002

### Attribution des points
| Points | 20 | 15 | 12 | 10 | 8 | 6 | 4 | 2 | 1 |

### Championnat pilotes

#### Classements SR1
Val Hillebrand et Jan Lammers remporte le championnat au volant d'une Dome S101 Judd engagée par l'équipe Racing for Holland.

#### Classements SR2
Piergiueppe Peroni et Mirko Savoldi remporte le championnat au volant d'une Lucchini SR2001 Alfa Romeo engagée par l'équipe Lucchini Engineering.

### Championnat des Équipes

#### Classement SR1
| Pos. | Équipe              | Voiture              | Moteur                    | Mc 1 | Mc 2 | Mc 3 | Mc 4 | Mc 5 | Mc 6 | Total points |
| ---- | ------------------- | -------------------- | ------------------------- | ---- | ---- | ---- | ---- | ---- | ---- | ------------ |
| 1    | Racing for Holland  | Dome S101            | Judd GV4 4.0L V10         | 10   | 12   | 20   | 20   | 20   | 15   | 97           |
| 2    | Pescarolo Sport     | Courage C60          | Peugeot A32 3.2L Turbo V6 | 20   | 10   |      | 15   | 12   | 20   | 77           |
| 3    | R & M               | R & M SR01           | Judd GV4 4.0L V10         |      | 8    | 12   | 12   |      | 12   | 44           |
| 4    | Courage Compétition | Courage C60          | Judd GV4 4.0L V10         | 8    | 15   | 15   |      |      |      | 38           |
| 5    | Team Oreca          | Dallara SP1          | Judd GV4 4.0L V10         | 15   | 20   |      |      |      |      | 35           |
| 6    | Bob Berridge Racing | Lola B98/10          | Judd GV4 4.0L V10         | 12   |      |      |      |      | 10   | 22           |
| 7    | Durango Corse       | GMS Durango LMP1     | Judd GV4 4.0L V10         | 6    |      |      |      |      | 8    | 14           |
| 8    | Eventus Motorsport  | Lola B98/10          | Ford (Roush) 6.0L V8      |      |      | 10   |      |      |      | 10           |
| 9    | Simpson Engineering | Riley & Scott Mk III | Chevrolet 5.1L V8         |      |      |      |      |      | 4    | 4            |

#### Classement SR2
| Pos. | Équipe                   | Voiture                    | Moteur                                                            | Mc 1 | Mc 2 | Mc 3 | Mc 4 | Mc 5 | Mc 6 | Total points |
| ---- | ------------------------ | -------------------------- | ----------------------------------------------------------------- | ---- | ---- | ---- | ---- | ---- | ---- | ------------ |
| 1    | Lucchini Engineering     | Lucchini SR2001            | Alfa Romeo 3.0L V6                                                | 20   | 20   | 20   |      | 20   | 20   | 100          |
| 2    | Team Jota                | Pilbeam MP84               | Nissan (AER) VQL 3.0L V6                                          | 10   | 10   | 10   | 15   | 15   |      | 60           |
| 3    | SportsRacing Team Sweden | Lola B2K/40                | Nissan (AER) VQL 3.0L V6                                          | 12   | 12   | 12   |      |      | 12   | 48           |
| 4    | S.C.I                    | Lucchini SR2000            | Alfa Romeo 3.0L V6                                                | 4    | 8    | 15   | 10   |      | 8    | 45           |
| 5    | PiR Competition          | Pilbeam MP84 Debora LMP299 | Peugeot 3.0L V6 Nissan (AER) VQL 3.0L V6 Nissan (AER) VQL 3.0L V6 |      | 6    |      | 12   | 12   |      | 30           |
| 6    | GP Racing                | Lucchini SR2-99            | Alfa Romeo 3.0L V6                                                |      |      |      | 20   |      |      | 20           |
| 7=   | Team Sovereign           | Rapier 6                   | Nissan (AER) 3.0L V6                                              | 8    |      |      |      | 10   |      | 18           |
| 7=   | Debora Automobiles       | Debora LMP200              | BMW 3.0L I6                                                       |      |      |      |      | 8    | 10   | 18           |
| 9=   | JCI Developments         | Tampolli SR2               | Opel 3.0L V6                                                      |      |      |      |      |      | 6    | 6            |
| 9=   | Audisio & Benvenuto      | Lucchini SR2002            | Alfa Romeo 3.0L V6                                                | 6    |      |      |      |      |      | 6            |

### Championnat des constructeurs

#### Classement SR1
| Pos. | Constructeur                | Voiture              | Moteur                                      | Mc 1 | Mc 2 | Mc 3 | Mc 4 | Mc 5 | Mc 6 | Total points |
| ---- | --------------------------- | -------------------- | ------------------------------------------- | ---- | ---- | ---- | ---- | ---- | ---- | ------------ |
| 1    | Dome                        | Dome S101            | Judd GV4 4.0L V10                           | 10   | 12   | 20   | 20   | 20   | 15   | 97           |
| 2    | Courage Compétition         | Courage C60          | Peugeot A32 3.2L Turbo V6 Judd GV4 4.0L V10 | 20   | 15   | 15   | 15   | 12   | 20   | 97           |
| 3    | R & M                       | R & M SR01           | Judd GV4 4.0L V10                           |      | 8    | 12   | 12   |      | 12   | 44           |
| 4    | Dallara                     | Dallara SP1          | Judd GV4 4.0L V10                           | 15   | 20   |      |      |      |      | 35           |
| 5    | Lola Cars International SR1 | Lola B98/10          | Judd GV4 4.0L V10 Ford (Roush) 6.0L V8      | 12   |      | 10   |      |      | 10   | 32           |
| 6    | Durango                     | GMS Durango LMP1     | Judd GV4 4.0L V10                           | 6    |      |      |      |      | 8    | 14           |
| 7    | Riley & Scott               | Riley & Scott Mk III | Chevrolet 5.1L V8                           |      |      |      |      |      | 4    | 4            |

#### Classement SR2
| Pos. | Constructeur                | Voiture                                                         | Moteur                   | Mc 1 | Mc 2 | Mc 3 | Mc 4 | Mc 5 | Mc 6 | Total points |
| ---- | --------------------------- | --------------------------------------------------------------- | ------------------------ | ---- | ---- | ---- | ---- | ---- | ---- | ------------ |
| 1    | Lucchini Engineering        | Lucchini SR2-99 Lucchini SR2000 Lucchini SR2001 Lucchini SR2002 | Alfa Romeo 3.0L V6       | 20   | 20   | 20   | 20   | 20   | 20   | 120          |
| 2    | Pilbeam Racing Designs Ltd  | Pilbeam MP84                                                    | Nissan (AER) VQL 3.0L V6 | 10   | 10   | 10   | 15   | 15   |      | 60           |
| 3    | Lola Cars International SR2 | Lola B2K/40                                                     | Nissan (AER) VQL 3.0L V6 | 12   | 12   | 12   |      |      | 12   | 48           |
| 4    | Debora Automobiles          | Debora LMP299 Debora LMP200                                     | BMW 3.0L I6              |      | 6    |      |      | 8    | 10   | 24           |
| 5    | LM 3000                     | Rapier 6                                                        | Nissan (AER) 3.0L V6     | 8    |      |      |      | 10   |      | 18           |
| 6    | Tampolli Engineering        | Tampolli SR2                                                    | Opel 3.0L V6             |      |      |      |      |      | 6    | 6            |